# Raimondo Vianello
Pour les articles homonymes, voir Vianello.
Raimondo Vianello (né le 7 mai 1922 à Rome et mort le 15 avril 2010  à Milan, est un présentateur de télévision, humoriste, acteur et scénariste de cinéma italien.

## Biographie
Raimondo Vianello est né à Rome, mais a passé sa jeunesse à Pula, où son père, amiral de la Regia Marina dirige l'Académie navale locale.
Pendant la Seconde Guerre mondiale, il rejoint la République sociale italienne, gouvernement fantoche fasciste mis en place dans le nord de l'Italie après l'invasion alliée de l'Italie. Il fut capturé par les troupes américaines. En 1958, il rencontre Sandra Mondaini, qu'il épousera quatre ans plus tard, et avec qui il apparaît fréquemment dans les émissions télévisées durant toute sa carrière.
Son premier partenaire célèbre sur le petit écran a été Ugo Tognazzi avec qui, à partir de 1954, il anime l'émission satirique Uno, due, tre; le spectacle a été stoppé en 1959 après que le duo ait interprété un sketch ironique sur le Président de la République, Giovanni Gronchi,.
Raimondo Vianello rejoint alors le cinéma, apparaissant dans un total de 79 films entre 1947 et 1968.
En 1958 il rencontre Sandra Mondaini qu'il épouse en 1962.
Dans les années 1970, il revient à la RAI (la société de radiodiffusion d'État italien) avec Sandra Mondaini et ensemble deviendront populaires comme hôtes et auteurs de sketches. Au cours de sa carrière à la télévision Vianello a également présenté des jeux télévisés, comme Zig Zag et Il gioco del 9 sur Canale 5 ; Il a également présenté l'édition 1998 du Festival de musique de San Remo  et, de 1991 à 1999, sur Mediaset , un talk-show de sports . Son programme TV plus le connu et de longue durée est « Casa Vianello», un sitcom diffusé de 1988 à 2008 par les chaînes Mediaset, Canale 5 et ensuite sur Rete 4, Vianello et Mondaini jouant leur propre personnage.
Il meurt à l'hôpital San Raffaele de Milan, le 15 avril 2010 à l'âge de 87 ans,.
Il est inhumé au Cimetière communal monumental de Campo Verano à Rome.
Son épouse Sandra Mondaini décède le 21 septembre 2010, à l'hôpital San Raffaele de Milan, 5 mois après sa mort.

## Filmographie partielle

### Comme acteur
- 1947 : Les Deux Orphelins de Mario Mattoli
- 1948 : Arènes en folie (Fifa e arena) de Mario Mattoli
- 1952 : Cinque poveri in automobile de Mario Mattoli
- 1954 : Ridere! Ridere! Ridere! d'Edoardo Anton
- 1954 : Café chantant de Camillo Mastrocinque
- 1958 : Mia nonna poliziotto  de Steno
- 1959 : L'Ennemi de ma femme (Il nemico di mia moglie) de Gianni Puccini
- 1959 : Non perdiamo la testa de Mario Mattoli
- 1960 : Il principe fusto de Maurizio Arena
- 1961 : Cinque marines per cento ragazze de Mario Mattoli
- 1961 : Son Excellence est restée dîner (Sua Eccellenza si fermò a mangiare) de Mario Mattoli
- 1961 : Défense d'y toucher (La ragazza di mille mesi)
- 1962 : Deux contre tous (Due contro tutti) d'Alberto De Martino et Antonio Momplet
- 1962 : Un dimanche d'été (Una domenica d'estate) de Giulio Petroni
- 1963 : Le Jour le plus court (Il giorno più corto) de Sergio Corbucci
- 1963 : Les Motorisées (Le motorizzate) de Marino Girolami
- 1965 : Aujourd'hui, demain et après-demain (Oggi, domani, dopodomani) de Eduardo De Filippo, Marco Ferreri et Luciano Salce
- 1965 : I figli del leopardo de Sergio Corbucci
- 1966 : Il vostro superagente Flit de Mariano Laurenti
- 1966 : Per qualche dollaro in meno de Mario Mattoli
- 1968 : Opération fric (Sette volte sette) de Michele Lupo

### Comme scénariste
- 1970 : On ne greffe pas que les cœurs... (Il trapianto) de Steno
- 1971 : Comment épouser une Suédoise ('Il vichingo venuto dal sud) de Steno
- 1972 : La Terreur qui louche (Il terrore con gli occhi storti) de Steno
- 1973 : Mais qui donc porte la culotte ? (La schiava io c'è l'ho e tu no) de Giorgio Capitani
- 1974 : L'arbitro de Luigi Filippo D'Amico
- 1974 : Service compris (Il domestico) de Luigi Filippo D'Amico
- 1980 : Le Coq du village (Fico d'India) de Steno